# Американский Университет Сока
Университет Сока в Америке (англ. Soka University of America, SUA) — частный гуманитарный университет в Алисо-Вьехо (Калифорния). Первоначально основанный в 1987 году, он был открыт в своем нынешнем кампусе в 2001 году Дайсаку Икедой, основателем Международного буддийского движения Сока Гаккай. Несмотря на то, что университет связан с Сока Гаккай, он поддерживает светскую учебную программу, которая основана на пацифизме, правах человека и творческом сосуществовании природы и человечества.
Университет-сестра, Университет Сока в Японии, расположен в Хатиодзи (Токио).
SUA включает в себя как четырёхлетний гуманитарный колледж, так и магистратуру, предлагающую магистерскую программу в области лидерства в образовании и социальных перемен. В SUA также находится Исследовательский центр Тихоокеанского бассейна и недавно созданный Центр расы, этнической принадлежности и прав человека.
По состоянию на 2017 год целевой капитал университета составляет 1,2 миллиарда долларов, что делает его вторым по величине фондом в отношении на одного студента среди всех колледжей или университетов в Соединённых Штатах.

## История и философия

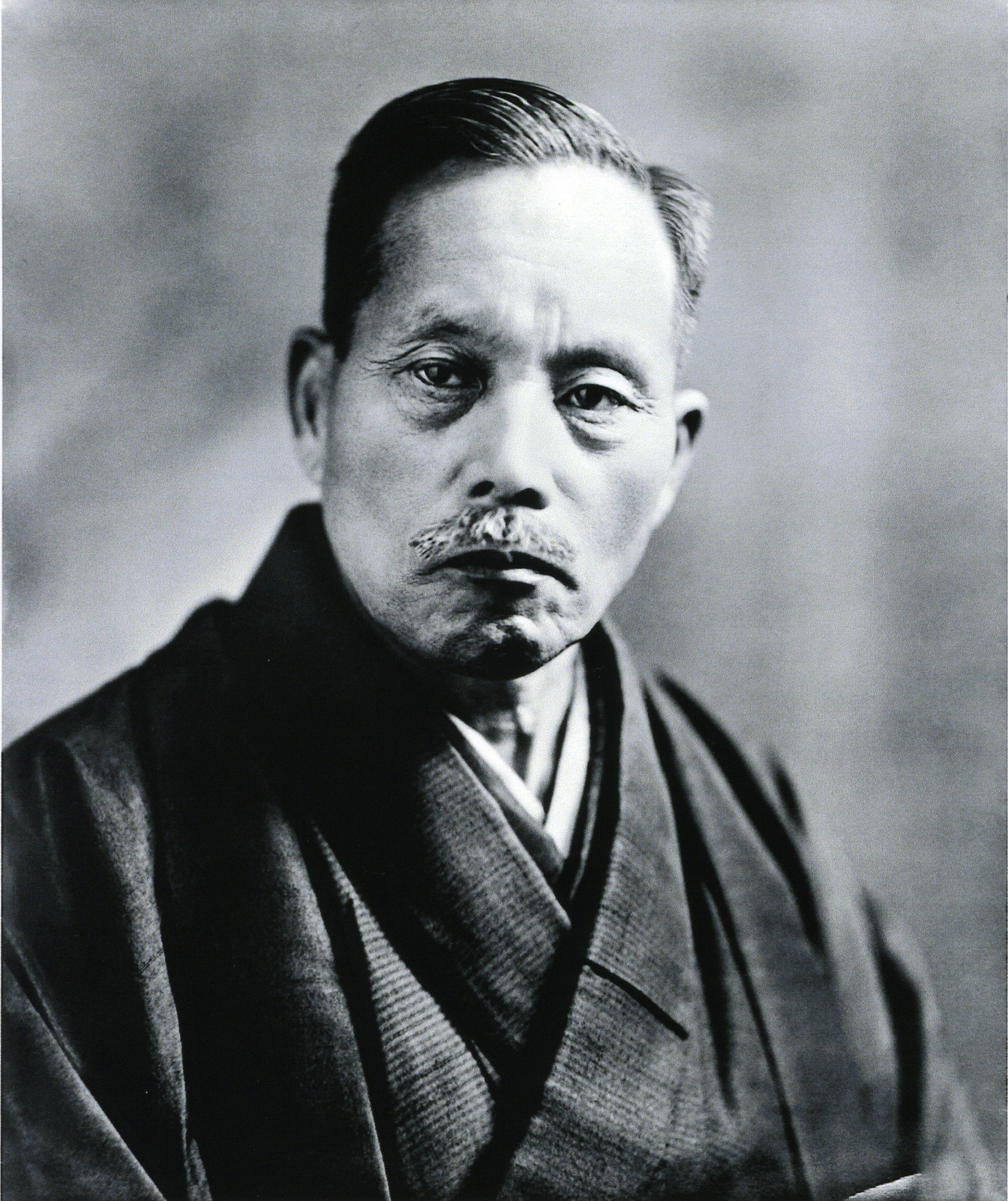
Цунэсабуро Макигучи, первый президент Сока Гаккай. ок. 1930 г.

SUA — это светский и нерелигиозный вуз, основанный Дайсаку Икедой, президентом Soka Gakkai International (SGI). Философская основа SUA возникла в работе Цунэсабуро Макигучи, который был первым президентом Сока Гаккай (предыдущее имя Сока Кёику Гаккай) и создал общество педагогов, посвященное социальным и образовательным реформам в Японии в годы перед второй мировой войной. Макигучи был директором начальной школы, на него повлияли Джон Дьюи и американский образовательный прогрессивизм.
С 1930 по 1934 год Макигучи опубликовал свой четырёхтомный труд под названием «Sōka Kyōikugaku Taikei» (Система образования, создающая ценность) для обоснования своей веры в то, что образование должно проходить посредством диалога, а не «насильной кормёжки» информацией учащихся. Он заявлял, что гуманистическая философия, ориентированная на студента, привела «цель образования» к попытке «привести студентов к счастью». Образование, как утверждал он, должно быть направлено на «создание ценности» для человека и общества. Макигучи был пацифистом и горячим сторонником религиозной свободы и свободы совести . Заключенный японскими властями во время Второй мировой войны за антивоенные идеи и действия, он умер в тюрьме 18 ноября 1944 года. После окончания войны, в условиях роста Сока Гаккай, образовательная философия Макигучи стала центральным элементом ряда среднеобразовательных школ Сока в Японии, за которую выступали его преемники, Дзёсэй Тода (второй президент Сока Гаккай, бывший учитель начальной школы) и Дайсаку Икэда (3-й президент Soka Gakkai), который является основателем SUA. Икеда описывает основание SUA как воплощение мечты Макигучи и Тоды.

## Кампус

### Калабасас
В 1987 году SUA был создан в виде некоммерческой организации, зарегистрированная в штате Калифорния. Первоначально он являлся небольшой магистратурой, расположенной на участке 588-акров (2,37955157614 км2). Бывшее ранчо Gillette-Brown в Калабасасе и горах Санта-Моника. Первоначально на этом месте располагался доколумбовый Талепоп, поселение народа чумаш, который находился на территории испанского земельного участка Rancho Las Virgenes в XIX веке. В 1920-х годах он стал сельским поместьем короля Джиллета с особняком, спроектированным Уоллесом Неффом. В 1952 году он стал Кларетвильской семинарией Кларетианского Ордена Католической церкви, а в 1977 году - религиозным центром Элизабет Клэр Профет и Вселенской и Триумфальной Церкви (CUT). В 1986 году CUT продала 219 акров (88,63 га) собственность во владение Университету Сока.
Американский Университет Сока (SUA), первоначально называвшийся Университетом Сока в Лос-Анджелесе (SULA), изначально оперировал небольшой школой ESL (английский как второй язык) в кампусе Калабасаса, в которой обучалось чуть менее 100 студентов. В 1990 году SUA объявила о планах построить будущий гуманитарный колледж на территории кампуса и расширить его в течение следующих 25 лет до набора 5000 студентов. Университет начал строить планы по расширению инфраструктуры, чтобы разместить общежития и аудитории для предложенного расширения, однако столкнулся с противодействием со стороны некоторых жителей, заповедника гор Санта-Моника, защитников окружающей среды и чиновников. Противники стремились охранять место древних чумашей, естественную среду обитания и окружающую среду, а также обширное открытое пространство в пределах Национальной зоны отдыха в горах Санта-Моника, а также предотвратить развитие беспрецедентной городской плотности, прилегающей к государственному парку Малибу-Крик.
Юридические дебаты продолжались до конца десятилетия. Университету Сока не разрешили разрабатывать какие-либо планы расширения собственности в Калабасасе, и он начал искать альтернативные участки для строительства большего кампуса.
Кампус Алисо Вьехо открылся 3 мая 2001 г., когда в него вошли 120 студентов-первокурсников из 18 стран и 18 штатов. В июне 2005 года Университет Сока получил аккредитацию Комиссии по аккредитации старших колледжей и университетов Западной ассоциации школ и колледжей (WASC).

### Алисо Вьехо

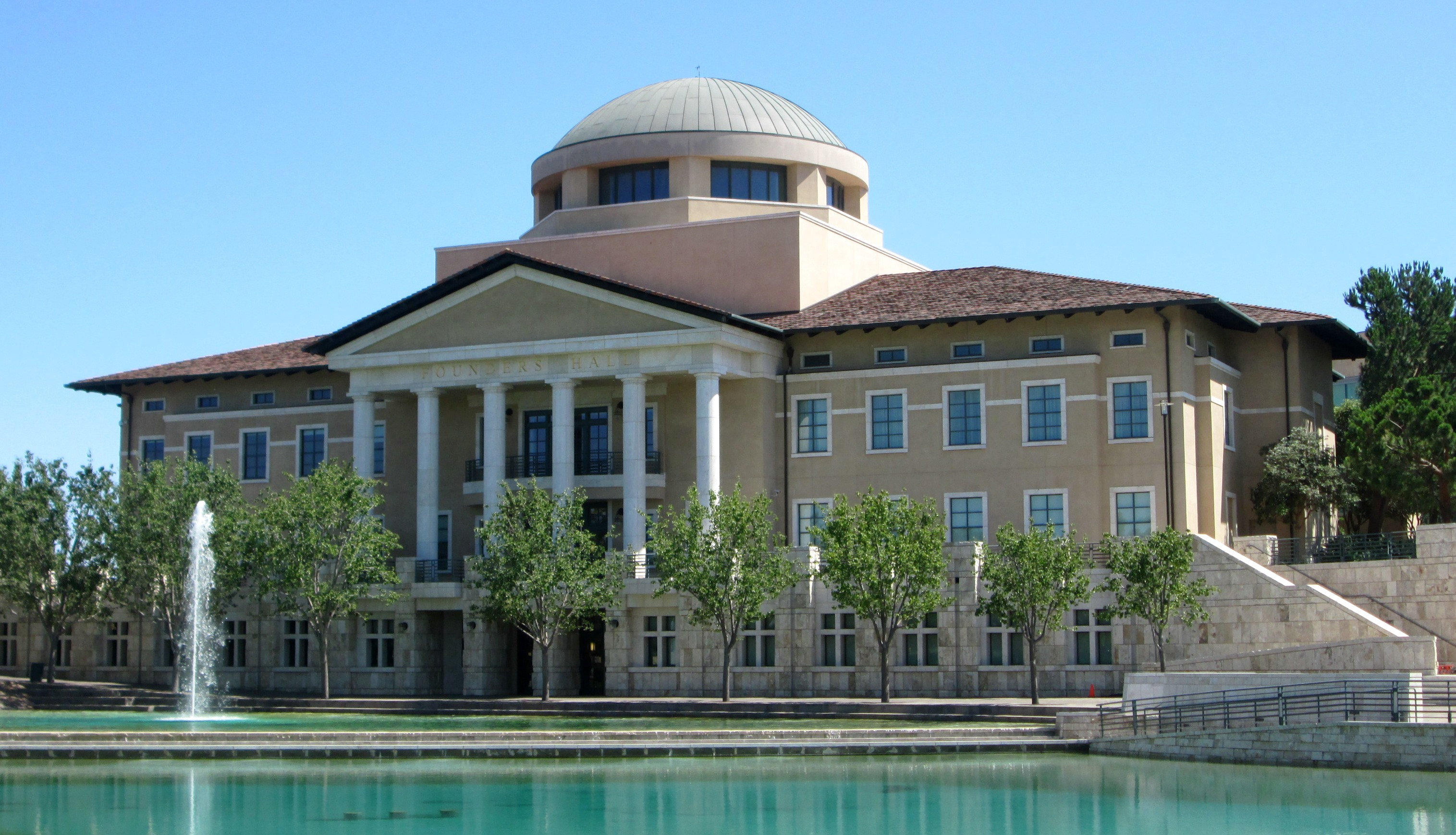
Зал основателей, кампус Алисо-Вьехо.

В 1995 году университет купил 103 акра (0,41682621147 км2)   земли с грубой планировкой за 25 миллионов долларов в Алисо-Вьехо, расположенном на юге округа Ориндж, штат Калифорния. После этого было потрачено 225 миллионов долларов на строительство первых 18 зданий нового кампуса, который 24 августа 2001 года открыл свои двери для 120 студентов-первокурсников. Архитектура была спроектирована в стиле, итальянской деревне на склоне холма в Тоскане, с красными черепичными крышами, каменной кладкой и цветами земли. Три учебных корпуса были названы в честь основателя и третьего президента Сока Гаккай Дайсаку Икеды и его жены Канеко Икеда; борцов за мир 20-го века Линуса Полинга и Евы Хелен Полинг; а также Мохатмы Ганди и Кастурба Ганди. Дополнительный учебный корпус, построенный в 2012 году, был назван в честь лауреата Нобелевской премии мира Вангари Маатаи.
С августа 2007 года на кампусе Алисо-Вьехо располагаются все программы магистратуры, бакалавриата и исследовательских программ SUA. Кампус Алисо-Вьехо граничит с трех сторон с парком дикой природы Алисо и Вуд-Каньонс, охватывающим 4000-акров (16,18742569 км2) окружной заказник.

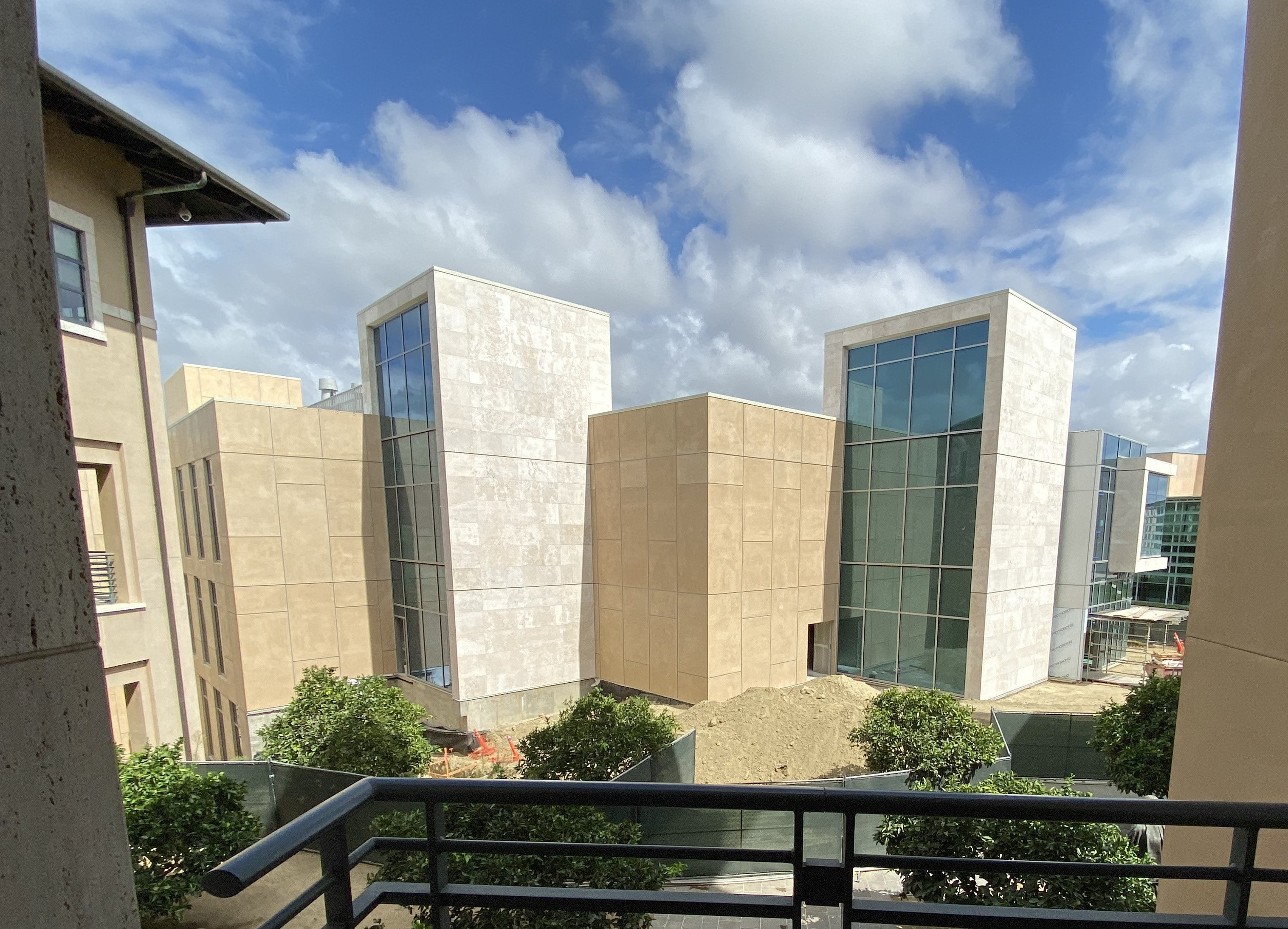
Строительство научного здания 2019

В 2017 году Американский Университет Сока начал строительство двух новых жилых корпусов и научного корпуса. В каждом из новых общежитий проживает по 50 человек, что позволяет кампусу увеличить количество студентов на 100 человек. Научный зал является домом для нового направления "Науки о жизни", которое позволяет студентам проходить медицинские программы Pre-med и изучать темы, связанные с биологией, медициной и здоровьем. Оба проекта были завершены к осени 2020 года.
Американский университет Сока планирует построить дополнительные общежития, учебные корпуса и расширенные столовые, чтобы в общей сложности вместить до 1000 студентов.

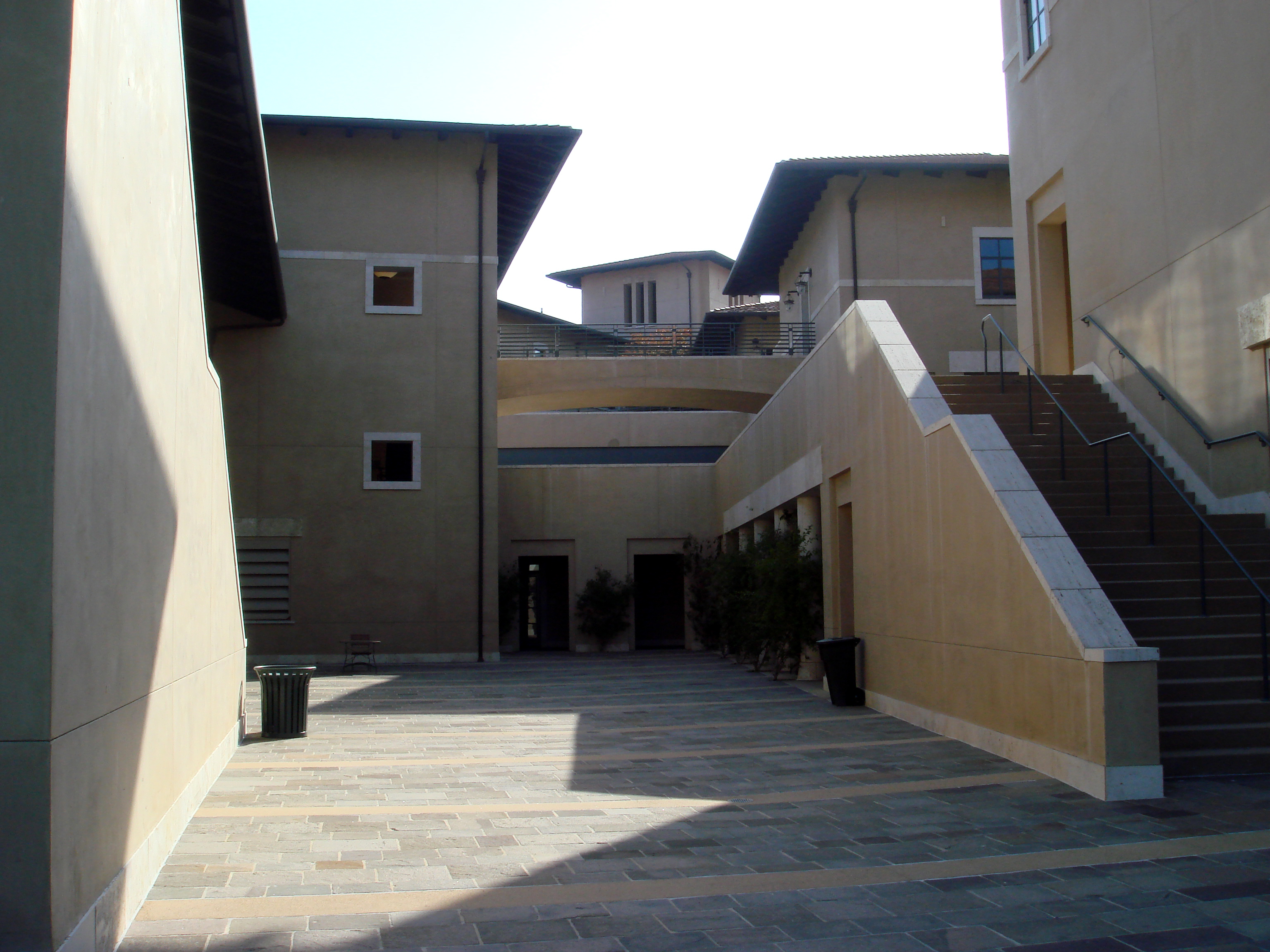
Линус и Ава Хелен Полинг Холл

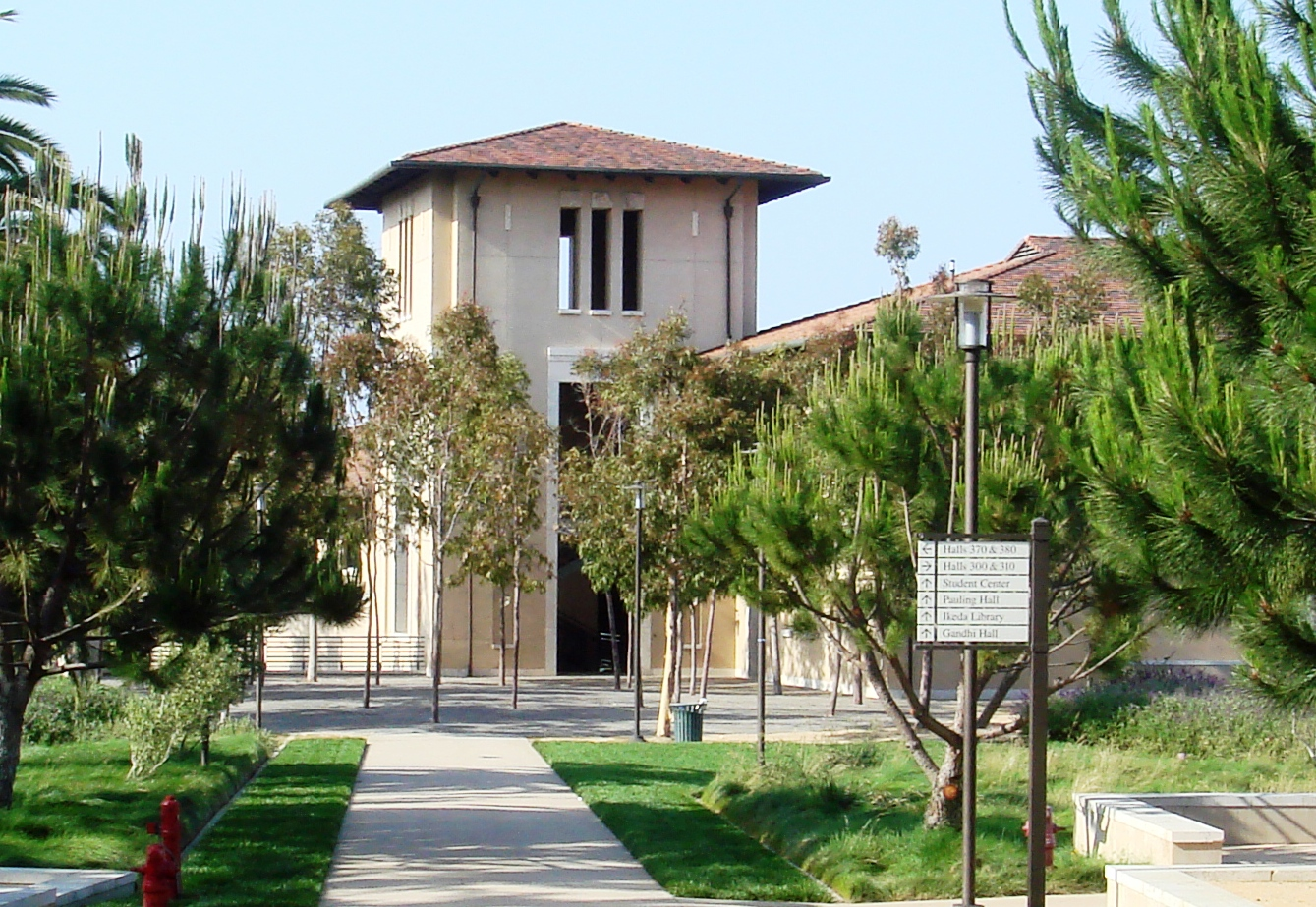
Студенческий центр

В SUA соотношение студентов к преподавателям составляет 8:1, а средний размер класса - 12 человек.
- Колледж бакалавриата предлагает степень бакалавра гуманитарных наук с упором на экологические, гуманитарные, социальные и поведенческие науки, международные исследования или науки о жизни. Классы обычно используют методы семинара[6].
- Аспирантура предлагает степень магистра гуманитарных наук в области лидерства в образовании и социальных изменений[23].
- Центр исследований Тихоокеанского бассейна поддерживает исследования гуманного и мирного развития Азиатско-Тихоокеанского региона, включая приграничные государства Латинской Америки. Он присуждает гранты и стипендии исследователям, изучающим взаимодействие государственной политики в Тихоокеанском регионе в таких областях, как международная безопасность, экономическое и социальное развитие, образовательная и культурная реформа, защита окружающей среды и права человека. Центр также спонсирует конференции в кампусе, периодические серии лекций и студенческие семинары, которые расширяют и поддерживают его исследовательскую деятельность[24].
- Центр расы, этнической принадлежности и прав человека будет принимать людей со всей страны и мира, которые работают над улучшением понимания и прогрессом в решении проблем, стоящих перед обществом, включая глобальные и локальные этнические конфликты, а также системный и институциональный расизм в Соединённых Штатах. Состояния.

### Рейтинги
Soka University of America по состоянию на 2020 год занимает 27-е место в рейтинге лучших гуманитарных колледжей US News & World Report. Кроме этого, SUA занимает 7-е место по лучшей ценности образования и 9-е место по показателям в индексе социальной мобильности среди гуманитарных колледжей.
В 2015 году журнал Christian Science Monitor поместил SUA на 2-е место в перечне десяти самых глобально настроенных колледжей.
Вместо профильных кафедр SUA сосредоточился на междисциплинарности. Студенты SUA получают степень бакалавра гуманитарных наук, выбирая при этом один из пяти возможных направлений:
- Экологические исследования
- Гуманитарные науки
- Международные исследования
- Науки о жизни
- Социальные и поведенческие науки

#### Учебные кластеры
Учебные кластеры - это интенсивные курсы, длящиеся 3 недели и посвященные сущностным проблема. Преподаватели и студенты совместно разрабатывают учебные кластеры в течение каждого осеннего семестра. Их основной целью является возможность дать «образованный ответ» и развить у студентов исследовательские навыки, а также критическое мышление для активного участия в глобальной жизни. В учебных кластерах обычно создают совместный  проект, предназначенный для того, чтобы каким-то образом поделиться с миром «за пределами кампуса». Каждый год несколько учебных кластеров путешествуют по Соединённым Штатам и за их пределы (Южная Америка, Центральная Америка, Китай, Индия и Корея, а также другие места) при финансовой поддержке Семейного фонда Луиса и Линды Ньевес.

#### Учеба за границей
Все студенты бакалавриата Сока должны изучать иностранный язык. Среди доступных следующие: испанский, французский, китайский и японский. Язык необходимо изучать в течение двух лет, после чего все студенты учатся за границей в течение одного семестра весной или осенью третьего курса в стране, язык которой они изучают (стоимость включена в стоимость обучения). SUA стал первым гуманитарным университетом в США, который требовал обязательного обучения за границей для всех студентов, когда он открылся в 2001 году. Первые студенты выехали за границу в 2004 году.

## Студенческая жизнь

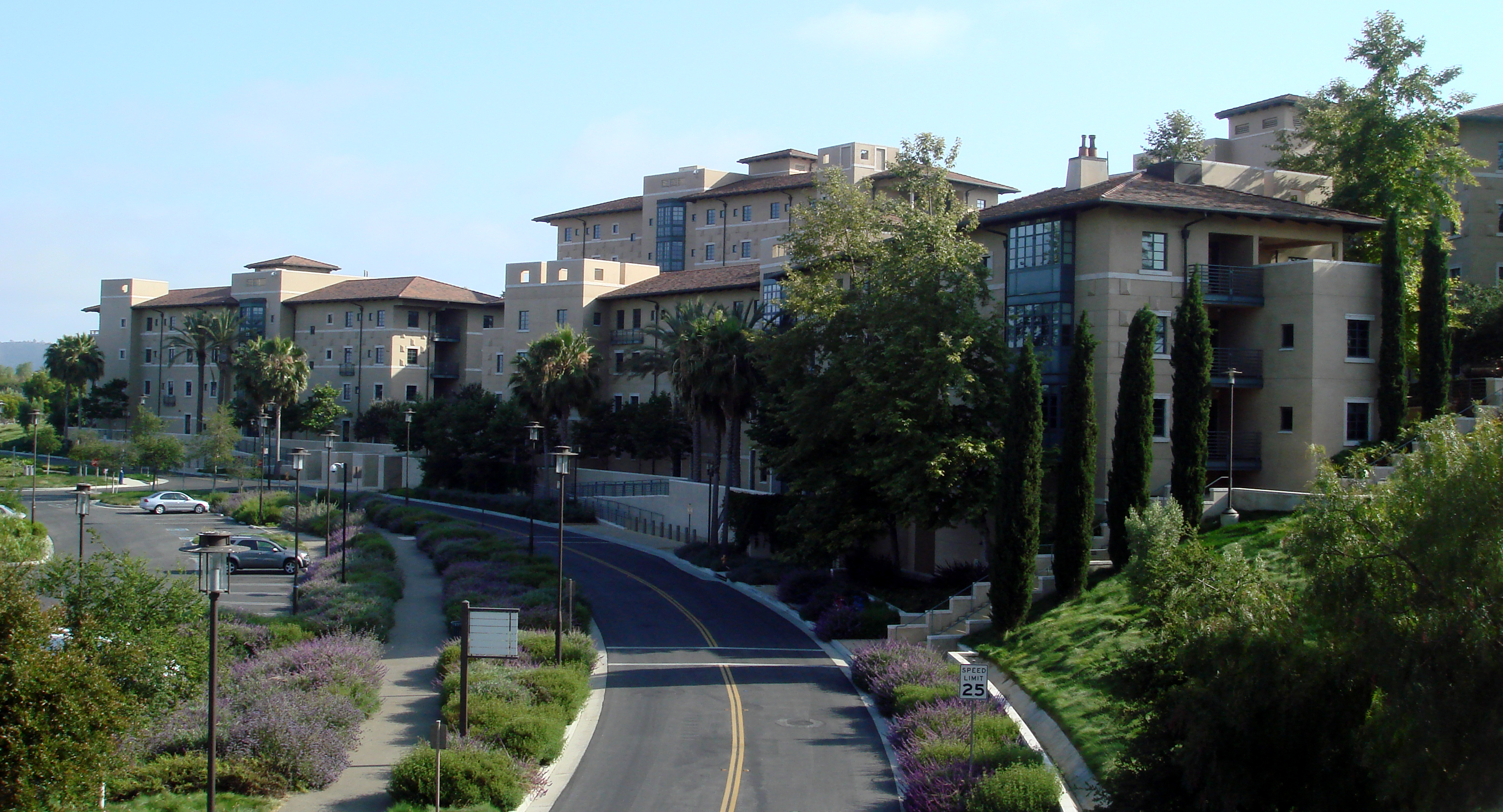
Общежития: «Горизонт», «Аврора», «Абеона» и «Восход».

Примерно 60% студентов SUA - американцы, остальные 40% - представители 30 других стран с шести континентов. С 2014 года  Сока занимает 1-е место в рейтинге «Фактор иностранных студентов» (самый высокий процент иностранных студентов) среди национальных гуманитарных колледжей по версии US News & World Report .
Студенты SUA живут на территории кампуса в одном из восьми общежитий. Парковка на территории кампуса бесплатная, а зачисленным студентам предлагается бесплатный получасовой трансфер.

## Спорт
Спортивные команды Сока - Львы. Вуз является членом Национальной ассоциации межвузовской легкой атлетики (NAIA), в основном участвующей в Калифорнийской тихоокеанской конференции (Cal Pac) по большинству  видов спорта с 2012–13 учебного года; мужские и женские команды университета по плаванию и прыжкам в воду соревнуются в Pacific Collegiate Swim and Dive Conference (PCSC).
Сока участвует в мужских и женских студенческих видах спорта, среди которых  бег по пересеченной местности, футбол, плавание и дайвинг, а также легкую атлетику и гольф.

## Поступление

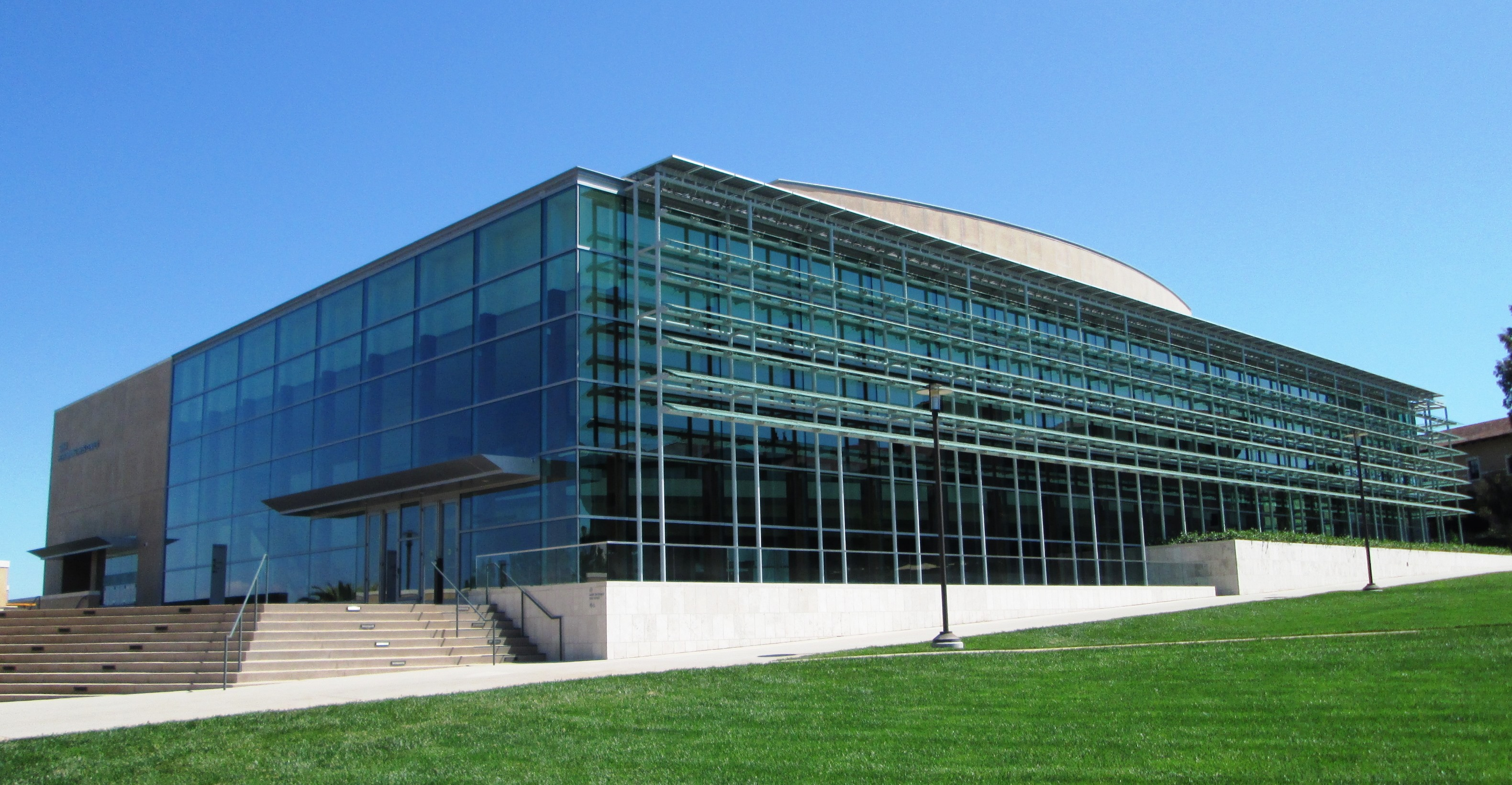
Центр исполнительских искусств Сока

В выпускной класс 2025 г. (зачисление осенью 2021 г.) Сока получил 939 заявок, принял 180 (19,2%) и зачислила 111. Средний диапазон баллов SAT составлял 570–670 по чтению и 610–740 по математике, в то время как средний диапазон общего балла ACT составлял 25–30 для зачисленных первокурсников.
С 2008 года стипендии Soka Opportunity Scholarships, покрывающие полное обучение, стали доступны для принятых студентов, доход семей которых составляет менее 60 000 долларов США. SUA занял 4-е место в национальном рейтинге US News & World Report за 2015 год в категории «Лучшая ценность - гуманитарные колледжи».
В период с 2005 по 2007 год университет выпустил первые три класса бакалавриата со средним процентом 90% окончивших обучение. По состоянию на 2007 год 38% выпускников SUA продолжили обучение по программам магистратуры.